# Zubrovka
Zubrovka (polsky Żubrówka) je alkoholický nápoj pocházející z Polska. Jeho základem je vodka destilovaná z žita a aromatizovaná alkoholovým výluhem z byliny tomkovice vonné. Ta roste převážně v Bělověžském pralese a spásají ji zubři, odtud pochází název nápoje. Každá láhev má na etiketě vyobrazení zubra a obsahuje jedno stéblo tomkovice. Zubrovka má nazlátlou barvu a obsah alkoholu se pohybuje mezi 37,5 a 40 procenty.

## Historie
Výroba zubrovky započala podle legend již ve 13. století, její obliba mezi polskou šlechtou je spolehlivě doložena v 18. století. V roce 1926 byla založena firma Polmos, věnující se průmyslové výrobě zubrovky. V roce 1945 byla určena Curzonova linie jako hranice mezi Polskem a SSSR, zubrovku nadále vyráběl jak Polmos v polském Białystoku, tak sovětská firma Belalco v Brestu. Od roku 2022 je majitelem značky polská společnost Maspex.
Zubrovka je oblíbená také mezi početnou polskou komunitou v USA. V roce 1978 americký Úřad pro alkohol, tabák, zbraně a výbušniny zakázal její dovoz kvůli obsahu zdraví škodlivého kumarinu, později se začala vyrábět americká náhražka zubrovky nazvaná Zu. Ve Švýcarsku se vyrábí obdobný produkt pod jménem Grasovka.

## Příchutě
- Żubrówka Bison Grass
- Żubrówka Biała
- Żubrówka Złota
- Żubrówka Liście Klonu – s javorovým listím
- Żubrówka Kora Dębu – s dubovou kůrou
- Żubrówka Pędy Sosny – s borovicovým jehličím

## Konzumace
Zubrovka se zpravidla podává vychlazená a zajídá se masem, uzeninami nebo zvěřinou. Oblíbeným polským míchaným nápojem je szarlotka, která se připravuje smícháním jablečného moštu se zubrovkou.

## V populární kultuře
O zubrovce se zmiňuje Venědikt Vasiljevič Jerofejev v knize Moskva-Petušky a William Somerset Maugham v knize Na ostří nože.